# Monoxyde de carbone déshydrogénase
La CO déshydrogénase (CODH) est une oxydoréductase qui catalyse la réaction :
CO + H2O + A  {\displaystyle \rightleftharpoons }  CO2 + AH2,
où A représente un accepteur d'électrons. Il existe deux grandes classes de cette enzyme, qui est une protéine fer-soufre dont le site actif est généralement constitué, :
- d'un cluster fer-soufre [2Fe-2S] lié à un atome de molybdène et à un cofacteur FAD identifié chez des bactéries aérobies ;
- d'un cluster fer-soufre [3Fe-4S] lié à un atome de nickel isolé chez des bactéries anaérobies

La CODH existe sous forme monofonctionnelle, par exemple chez Rhodospirillum rubrum, ou bifonctionnelle. Dans ce dernier cas, elle forme un ensemble bifonctionnel avec l'acétyl-CoA synthase, comme cela a été clairement caractérisé chez la bactérie anaérobie Moorella thermoacetica,. Elle forme un complexe enzymatique membranaire avec l'hydrogénase, ou hydrogène lyase (EC 1.12.99.6), une protéine fer-soufre contenant du nickel qui catalyse quant à elle la réaction :
H2 + A  {\displaystyle \rightleftharpoons }  AH2, A représentant l'accepteur d'électrons.
La CO déshydrogénase intervient dans plusieurs voies métaboliques des procaryotes, telles que le métabolisme méthanogène ou encore chez les bactéries sulfato-réductrices, acétogènes ou hydrogénogènes. La réaction bidirectionnelle catalysée par la CODH joue un rôle dans le cycle du carbone permettant à certains organismes d'utiliser le monoxyde de carbone CO comme source d'énergie métabolique et d'utiliser le dioxyde de carbone CO2 comme source d'atomes de carbone.
Lorsqu'elle est couplée à l'acétyl-CoA synthase, que ce soit sous forme d'enzymes indépendantes ou d'un complexe formé des deux enzymes liées, ces deux enzymes assurent la fixation du carbone dans la voie de Wood-Ljungdahl, appelée parfois voie réductrice de l'acétyl-CoA.